# Municipio de Patulul
Municipio de Patulul är en kommun i Guatemala.   Den ligger i departementet Departamento de Suchitepéquez, i den sydvästra delen av landet, 70 km väster om huvudstaden Guatemala City.